# Hans Colberg
Hans Colberg (Klemensker, Bornholm, 14 de diciembre de 1921 - 25 de septiembre de 2007) fue un futbolista danés. Se desempeñó en la posición de defensa. 

## Casrrera
Como amateur, empezó a jugar en el BK Frem, ganando el título de Liga danesa de 1944, antes de fichar como profesional por el club italiano del Lucchese Lucca. 
Colberg era un jugador constructivo con gran resistencia, pero durante su estancia en Dinamarca, jugó con mayor frecuencia en su posición natural de mediocampista derecho. En la selección alemana, fue eclipsado por Walther Christensen, y en la selección nacional, se prefirió a Axel Pilmark. Así, Colberg se acomodó en la posición defensiva de lateral. Hans Colberg fichó por el A.S. Lucchese-Libertas (Lucchese Lucca) de la Serie A italiana. Allí, se colocó a su derecha como mediapunta creativo. Colberg jugó tres temporadas con el Lucchese, incluida la última de ellas cuando el equipo jugaba en la Serie B, antes de acabar su carrera en 1953.

## Selección nacional
Colberg fue el primer jugador de Bornholm en jugar con la selección nacional danesa. Debutó como internacional en 1948 con la selección de fútbol de Dinamarca pero solo tuvo apariciones ocasionales. Jugó cuatro partidos y con el que se colgó el bronce en los Juegos Olímpicos de Londres antes de firmar un contrato profesional y ser excluido de la selección nacional amateur.

## Clubes
| Club             | País      | Año         | Partidos | Goles |
| ---------------- | --------- | ----------- | -------- | ----- |
| Boldklubben Frem | Dinamarca | 1942 - 1950 | 152      | 8     |
| Lucchese         | Italia    | 1950 - 1953 | 68       | 1     |

## Palmarés

### Copas internacionales
| Título                                    | Equipo                 | País      | Año  |
| ----------------------------------------- | ---------------------- | --------- | ---- |
| Medalla de bronce en los Juegos Olímpicos | Selección de Dinamarca | Dinamarca | 1948 |